# Melvyn Douglas
Melvyn Douglas, vlastním jménem Melvyn Edouard Hesselberg (5. dubna 1901 Macon – 4. srpna 1981 New York) byl americký herec.
Jeho otec Edouard Gregory Hesselberg byl klavírista a židovský přistěhovalec z Lotyšska. Jeho matka odvozovala svůj původ od pasažérů lodi Mayflower. Pseudonym si vybral podle babičky z matčiny strany. Střední školu nedokončil a od osmnácti let se věnoval herectví. V roce 1928 debutoval na Broadwayi.
Natočil 76 filmů, vynikl především jako představitel distingovaných gentlemanů, uplatnil se také v komediích a muzikálech. Ve filmu Ninočka byla jeho partnerkou Greta Garbo. Hrál také ve filmech Moře trávy, Billy Budd, Amerikanizace Emilky, Kandidát a Nájemník. Poslední film Duchařský příběh natočil v roce 1981.
Dvakrát získal ocenění Oscar za nejlepší mužský herecký výkon ve vedlejší roli: v roce 1963 za roli Homera Bannona ve filmu Hud a v roce 1979 za roli Bena Randa ve filmu Byl jsem při tom. V roce 1970 byl nominován na Oscara za roli starého Garrisona ve filmu Nikdy jsem nezpíval svému otci. Je jedním z mála držitelů tzv. herecké trojkoruny: získal Oscara, cenu Emmy a cenu Tony. Na Hollywoodském chodníku slávy má dvě hvězdy (jednu za práci ve filmu a druhou za práci v televizi).
Douglas i jeho druhá manželka Helen Gahaganová se angažovali v politice na straně liberálů, v prezidentské kampani podporovali Franklina Delano Roosevelta a v 50. letech byli vyšetřováni Výborem pro neamerickou činnost.
Jeho vnučkou je herečka Illeana Douglas.